# More Than a Woman (musikalbum)
More Than a Woman är det femte studioalbumet av den amerikanska sångaren Toni Braxton utgivet av Arista Records i olika delar av världen under 18–27 november 2002. Efter millennieskiftet avslutade Braxton det nära samarbetet med mentorn Babyface som haft en betydande del i hennes karriär under 1990-talet. Tillsammans med dåvarande maken Keri Lewis, tog hon sig an en betydligt större del i det kreativa arbetet och hade för avsikt att omdefiniera och föryngra sitt varumärke som pop- och vuxenpop-artist till ett mer tidsenligt R&B-sound med hiphop-influenser. Utöver Lewis anlitades producenter som The Neptunes, Rodney "Darkchild" Jerkins och Irv Gotti. Albumet inkorporerar även genrer som jazz, quiet storm och rockmusik. Låttexterna på More Than a Woman har beskrivits som "vassare" än på hennes tidigare album. Majoriteten av låtarna handlar om Braxton som gör upp med en otrogen partner, om hennes ilska och kvinnlig egenmakt. Andra ämnen som berörs är svartsjuka, kärlek, lust och sex. 
Lanseringen av More Than a Woman plågades av förseningar, inställda singelutgivningar och Braxtons ansträngda relation till sitt skivbolag. Albumets utgivning led av brist på publicitet då Braxton var gravid med sitt andra barn och tvingades ställa in majoriteten av den planerade marknadsföringen. Braxton hamnade i konflikt med Gotti som läckte albumets huvudsingel "No More Love" till radio. Låten plockades därefter bort från albumets slutgiltiga låtlista. Braxton hamnade även i dispyt med rapparen Jay-Z som hon anklagade för att ha stulit hennes idé med en Tupac–sampling. Lanseringen av More Than a Woman var en väsentlig anledning till Braxtons växande avståndstagande från sin musikkarriär och känslor av avsmak inför nöjes- och musikbranschen.
More Than a Woman gick in på plats 13 på Billboard 200 och på plats 88 på European Top 100 Albums, vilket blev hennes lägsta positioner i karriären. "Hit the Freeway" med rapparen Loon skickades till radio i oktober och blev den enda singeln från albumet. Låten skulle ha haft premiär på streamingtjänsten AOL First Listen men läcktes olovligen av en radiostation dessförinnan. "Hit the Freeway" blev Braxtons första huvudsingel att missa topp-tio på Billboard Hot 100 och nådde i stället endast plats 86. Albumet guldbelönades av Recording Industry Association of America (RIAA) en månad efter utgivningen men såldes i avsevärt färre exemplar än föregående album, vilket gjorde att Arista och Braxton avslutade sitt samarbete år 2003. Trots lägre försäljning än vad Braxton var van vid, mottogs More Than a Woman väl av musikjournalister som hyllade hennes övergång till hiphop och ansåg att albumet var en av årets bättre utgivningar i sin genre. Braxton har i efterhand uttryckt besvikelse över More Than a Woman och beskrivit albumet som en "pinsam flopp".

## Bakgrund och inspelning

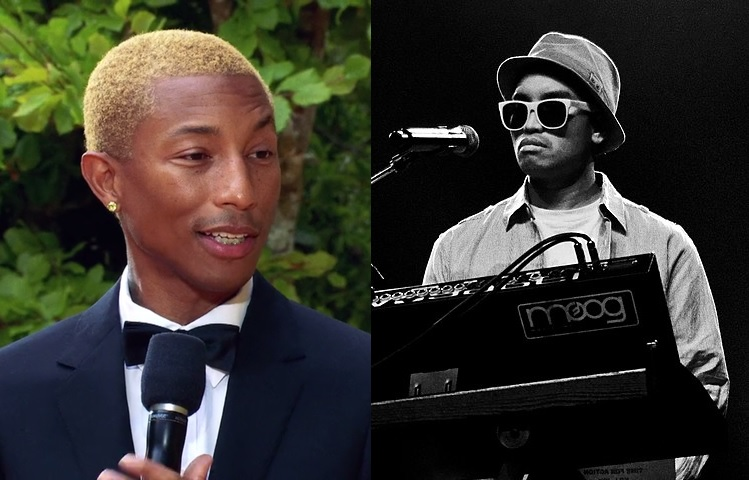
Inför skapandet av sitt femte album anlitade Braxton kända hiphop-producenter, däribland produktionsduon The Neptunes (på bilden).

I januari 1999 avslutade Braxton en lång och utdragen rättslig tvist med sitt dåvarande skivbolag Arista och LaFace. Skivbolagen hade enligt hennes stämningsansökan betalat henne en bråkdel av de royalties som andra mångmiljonsäljande artister tjänat. När Arista svarade med en egen stämningsansökan tvingades Braxton ansöka om personlig konkurs. Tvisten slutade med en förlikning där Braxton blev kvar hos skivbolagen men fick högre royalties, en löneökning samt förlagsrättigheterna till alla låtar hon hjälpt till att skriva. När processen väl var uppklarad blev Braxton och skivbolagschefen Antonio "L.A." Reid åter sams efter en turbulent period. Hennes försenade tredje studioalbum, The Heat, släpptes år 2000. Inför skapandet av albumet fick Braxton mera kreativ kontroll än på tidigare projekt och beskrev albumet som sin "frigörelse". Resultatet blev en sexigare och mera provokativ image som beskrevs som kontroversiell. På The Heat klev Braxton bort från den vuxenpop som hon och samarbetspartnern Babyface skapat. Första singeln, "He Wasn't Man Enough", var en drastisk förändring – en pop-komposition i upptempo. Låten visade sig bli en framgång på topplistorna och vann en Grammy Award i kategorin "Best Female R&B Vocal Performance".
Braxton började arbetet på More Than a Woman i mars 2001. Som på The Heat valde hon att samarbeta med en större mängd producenter istället för att låta Babyface skapa majoriteten av albumet. Hon anställde några av dåtidens mest populära hiphop-producenter för att bidra med material, däribland Irv Gotti från Murder Inc., Chink Santana och The Neptunes. Braxton återförenades med Rodney "Darkchild" Jerkins som jobbat med henne på The Heat. Hennes make Keri Lewis skrev och producerade fyra låtar till albumet medan hennes yngre syster, Tamar Braxton, skrev sex av låtarna och sjöng bakgrundssång på hela albumet. Braxton samarbetade även med No I.D., Mannie Fresh, Blake English, Kenisha Pratt, Stokley Williams samt Brandy Norwood och hennes dåvarande pojkvän, Robert "Big Bert" Smith. Braxton spelade in More Than a Woman medan hon tog hand om sin några månader gamla son Denim. För att vara så mycket som möjligt med sitt barn spelade hon in albumet på nätterna och kom vanligtvis till inspelningsstudion efter halv nio på kvällen. Majoriteten av albumet spelades in vid Baseway Studios och The Record Plant i Los Angeles, Kalifornien och vid The Hit Factory Criteria i Miami, Florida. Ytterligare produktion ägde rum i Pleasantville, Atlanta och New York.

## Komposition och stil
"Jag kände mig ung men fick hela tiden höra att jag skulle hålla mig till vuxenpop. Missförstå mig inte, jag älskar Babyface och han har skapat några av mina största låtar. Men jag ville göra något utan honom. Jag ville utvidga min professionella bekantskapskrets."
Inför skapandet av More Than a Woman beskrev Braxton att hon befann sig i en positiv fas i livet, mycket tack vare giftermålet med Keri Lewis från musikgruppen Mint Condition. I en intervju lovade hon mer musik i upptempo och kommenterade: "Folk gillar de långsamma, sorgliga kärlekslåtarna med Toni Braxton men kanske har Prozac börjat ge effekt nu. Så jag tänker fortsätta ge dem gladare låtar." Braxton ville att albumet skulle bli en genomgripande artistisk stiländring och inkorporera sin nyfunna sexigare image. Hon ville ta ett steg bort från pop och vuxenpop och skapa ett modernare sound med inslag av hiphop. Förändringen kan jämföras med den Mariah Carey framgångsrikt gjorde på hennes album Butterfly (1997).
More Than a Woman har en variation av musikaliska stilar och kan delas upp i två distinkta delar. Albumets första del består av Braxtons experimenterande med hiphop, dansmusik och futuristisk R&B och har snabbare tempo. Andra halvan på More Than a Woman är i långsammare tempo. "Let Me Show You the Way (Out)" har en "hamrande" basgång och en arg, oupphörlig pianosampling. "Give It Back" är albumets andra spår och har beskrivits som en känslosamt laddad "hiphop-låt" gjord för nattklubbar. Den producerades av Mannie Fresh och innehåller rapverser av Big Tymers. "A Better Man" har en "futuristisk" komposition i quiet storm-stil och är jämförbar med Braxtons "Just Be a Man About It" (2000). "Hit the Freeway" har beskrivits som en typisk Neptunes-komposition med melodiösa syntar, handklappningar och trummor. På albumspåret "Lies, Lies, Lies" experimenterar Braxton med rockmusik. Låten var först påtänkt till Britney Spears eller Janet Jackson. Kombinationen av elgitarr och Braxtons djupa sångröst har beskrivits som en höjdpunkt i hennes musikkatalog. Den innehåller även ett gitarrsolo och Dave Chris på trummor. I en intervju sa Braxton: "Keri frågade om 'jag verkligen hade tänkt igenom det här'. Jag älskade [låten] men jag var osäker på om mina fans skulle vara lika förtjusta. Jag spelade in den och L.A. Reid tyckte om den. Låten är väldigt djärv men det var också 'You're Makin' Me High', kanske till och med lite djärvare eftersom den handlade om masturbation." People Magazine ansåg att låten var en "Toni-klassiker" på samma nivå som "Breathe Again", "Let It Flow" och "Un-Break My Heart."
"Rock Me, Roll Me" är ett romantiskt slow jam som innehåller violiner, Braxton som tillämpar en mjuk sångstil och flera lager av bakgrundssång som skapar harmonier. "Selfish", som skrevs av Brandy Norwood innehåller bakgrundssång inspirerad av Norwood, skapad med flerspårsinspelning för att lägga flera lager av sång. "Do You Remember When" var resultatet av Braxtons återförening med Jerkins. Den är en låt i medelsnabbt tempo med influenser av jazz och har ett liknande sound som på Braxtons debutalbum. Braxton tillämpar en sångstil som beskrevs som "mjuk" och "varsam" och låten i sin helhet påminner om Neptunes och artisten Kelis samarbeten enligt Rated R&B. "Me & My Boyfriend" producerades av Gotti och innehåller spansk gitarr och en sampling av Tupac Shakurs "Me and My Girlfriend" (1996). "Always" är ett samarbete med Smith. Låten är en ballad med flera lager med Braxtons sångröst som skapar mjuka harmonier och balanserar upp den råare och mera hiphop-influerade delen av More Than a Woman.

## Låtar och textanalys
"Jag känner mig glad för det här albumet. Jag ville dansa, jag ville vara arg, jag ville vara glad och jag ville vara ledsen. Jag gjorde allt som jag ville göra utan att försöka vara alla till lags."
The Rolling Stone Album Guide uppmärksammade att Braxton hade en noterbart "tuffare" attityd på More Than a Woman jämfört med tidigare album, men också med andra kvinnliga musiker. Många av albumspåren är bittra farväl där Braxton sjunger om sin manliga partners otrohet. "Let Me Show You the Way (Out)" skrevs av Braxton och hennes syster Tamar Braxton. Låten återanvänder delar av Curtis Mayfields sång från hans låt "Love's Happening" och beskrevs som en "kvinnlig hymn" av BBC Music. I "Give It Back" kastar Braxton ut en otrogen kärlekspartner och sjunger: "No recalls, no coupons, I want my refund/ I'm sorry I met you, 'cause boy you're not the one". "A Better Man" fortsätter i samma tema. Braxton med texten: "Hello, hello it's me again, you're still not home". Billboard berömde Andrea Martin, Ivan Mathias och Gerrad C. Baker för att ha gjort ett särskilt bra jobb med texten.
"Hit the Freeway" har beskrivits som en "klassisk Toni Braxton-låt om en splittrad kärleksrelation". Den bygger på ett telefonsamtal där Braxton förklarar varför hon inte vill ha något med sitt otrogna ex att göra. Rapparen Loon flikar in med den otrogna partnerns perspektiv och försöker bli förlåten. Han påminner om alla dyra saker han köpt i presenter, som skor från Milan, Louis Vuitton och armband. Låten inleds med Loon som rappar: "What's the problem? You always complain, when there's chicks that's starvin'/ What type of game is this?". Under låtens första verser svarar Braxton: "Can you try and tell me what made you choose her as your friend?". "Lies, Lies, Lies" skrevs av Lewis och är en "dramatisk ballad" där framföraren fördömer sin partner. Med sin sång förmedlar Braxton "råa" känslor och bitterhet när hon sjunger: "Don’t bother to apologize/ It’s too late, heard it all before". "Rock Me, Roll Me" spelade Braxton särskilt in för sina manliga lyssnare. I en intervju sa hon: "...vi [kvinnor] vill ha uppmärksamhet. [Män] måste lägga mer tid på oss och visa uppskattning. Det är sånt jag vill att killarna ska förstå." "Selfish" handlar om Braxtons svartsjuka och beskrevs av Billboard som en höjdpunkt på albumet.
"Do You Remember When" beskriver Braxtons nostalgi kring en avslutad kärleksrelation med texten: "Reminiscing and more on what we had before/ Makes me feel so warm inside". "Me & My Boyfriend" beskrevs som en "ghetto anthem" med texten: "All I need in this life of sin/ Is me and my boyfriend/ Ride with me to the bloody end/ Just me and my boyfriend". I en intervju berättade Gotti att Braxton var positiv till att spela in låten. Han sa: "Hon var helt med på det från början. Hon sa något i stil med 'det här är hett'." "Tell Me" är det tionde spåret på More Than a Woman och har ett sexuellt tema. Den återanvänder text från Anita Bakers "Sweet Love". I en intervju sa Braxton: "Mina låttexter är inte konservativa. Folk förstår det bara inte förrän de sitter hemma sent på kvällen med ett glas vin och läser skivhäftet och säger 'Oj, jag visste inte att hon sjöng det här!'". "And I Love You" är det enda samarbetet på albumet med Babyface.

## Albumtitel och omslag
Braxton döpte först albumet till Amplified men ändrade namnet till More Than a Woman under postproduktionen för att undvika förväxling med rapparen Q-Tips album med samma namn (1999). Den nya titeln döptes efter Bee Gees "More Than a Woman" (1977) som spelades under hennes bröllopsdans med maken Keri Lewis i april 2001. Titeln symboliserade även det faktum att Braxton väntade sitt andra barn under produktionen och ville känna sig lika "fängslande, handlingskraftig och sexig" som tidigare. I en intervju med Jet Magazine sa Braxton: "Bara för att man är kvinna och gravid tror många i den här industrin att allt är över. De tankegångarna hör hemma på 1940-talet". Albumomslaget och bilderna i albumhäftet togs av fotograferna Tony Duran och Daniela Federici. Designen skapades av Richard Thomas Jennings.

## Utgivning och marknadsföring
"Tanken på min karriär gör mig inte lycklig längre. Oskyldigheten jag hade i den här industrin är borta - och jag hatar det. Förut kunde jag sjunga utan all politik inblandad. Men allt det är borta. Jag saknar det."

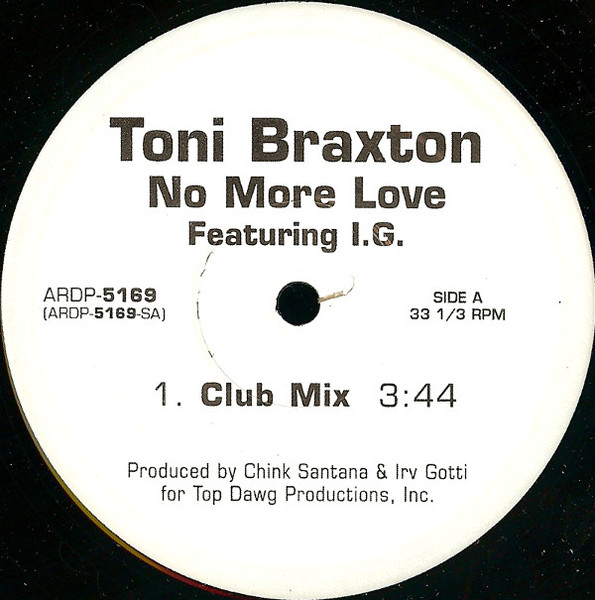
"No More Love" läcktes till radio av producenten Irv Gotti vilket fick Braxton och Arista att ställa in den planerade utgivningen.

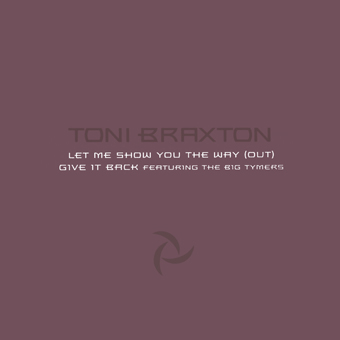
"Let Me Show You the Way (Out)" och "Give It Back" gavs ut på dubbel A-sida som en promosingel för More Than a Woman.

More Than a Woman var först tänkt att ges ut 1 oktober 2002. Utgivningen flyttades sedan fram till 29 oktober 2002. Senare flyttades den fram igen och skedde slutligen 19 november 2002. Arista planerade en stor marknadsföringskampanj värd flera miljoner amerikanska dollar för att stötta albumet. PR-kampanjen inkluderade besök på The Tonight Show, Macy's Thanksgiving Day Parade, The Wayne Brady Show, Late Night with David Letterman samt en utomhuskonsert på The Today Show. Braxton var även bokad att tända julgranen på Rockefeller Center i New York. Efter att flera av besöken avbokades startades rykten om att Braxton var gravid för en andra gång.
Braxton tillkännagav i september att hon väntade barn, något som inte blev populärt hos hennes skivbolag. Braxton fick ställa in det mesta av marknadsföringen på grund av komplikationer. Hennes relation med Arista blev successivt sämre och Braxton hade intrycket att de såg på hennes graviditet som "en sjukdom". Hon föreslog att de skulle flytta fram utgivningen ytterligare men Arista ville att albumet skulle släppas under året. Decembers utgåva av tidskriften Vibe Magazine hade en omslagsstory tillägnad Braxton med titeln Fully Exposed skriven av journalisten Joan Morgan. I intervjun beskrevs lanseringen av albumet som en väsentlig anledning till hennes växande avståndstagande från musikkarriären. Hon uttryckte känslor av avsmak inför nöjes- och musikbranschen.
Viss marknadsföring kunde genomföras med besök på hårsalonger och gayklubbar. Online syntes reklam på AOL, BET, VH1, Launch.com, MSN och Oxygen. Den internationella marknadsföringen begränsades till ett konvent på två dagar i Los Angeles.

### Singlar
Flera låtar från More Than a Woman var tänkta att ges ut som singlar. Gotti-produktionen "No More Love" var först tänkt att bli albumets huvudsingel. Braxton och hennes skivbolag strök låten från albumet i sista minuten efter att Gotti läckt den under ett radioprogram. Gotti spelade en tidig version med rapverser av honom själv som varken Braxton eller Arista godkänt. Gottis andra bidrag till albumet, "Me & My Boyfriend", valdes ut som ny singel. Utgivningen uteblev dessvärre efter att Jay-Z och Beyonce använt samma Tupac-sampling på deras "'03 Bonnie & Clyde" något som fick Braxton och hennes skivbolag att anklaga Jay-Z för att ha stulit hennes ide. Braxton hade spelat in låten under sommaren 2002 och spelat en tidig version för en vän på skivbolaget Def Jam, vilket var Jay-Zs bolag. I en radiointervju kommenterade Braxton: "Jay-Z saboterar min inkomst! Pengar som skulle hjälpt finansiera mina barns skolgång. Jag är så besviken på honom." Jay-Z och hans skivbolag förnekade anklagelserna och beskrev situationen som en ren tillfällighet: "Hade jag veta att hon tänkt sampla låten så hade jag bett om att få vara med på den som en duett. Hon kan inte vara arg, det är ju inte som att ingen hört 'Me and My Girlfriend' tidigare." "'03 Bonnie & Clyde" blev en hit som nådde fjärdeplatsen på amerikanska singellistan. Braxton uttryckte senare att anledningen till att More Than a Woman presterade så dåligt på albumlistorna var för att "Me & My Boyfriend" aldrig gavs ut som singel.
"Hit the Freeway" gavs till sist ut som albumets huvudsingel. Låten skulle ha haft premiär online på AOL First Listen 22 september 2002, men den läcktes av radiostationen Hot 97 den 13 september samma år. "Hit the Freeway" blev Braxtons första huvudsingel att missa topp-tio på amerikanska singellistan och stannade istället på plats 86. "A Better Man" skickades till radio 9 december 2002. Billboard ansåg att låten hade potential att bli en hit. "A Better Man" nådde plats 26 på Billboard-listan Adult R&B 1 februari 2003. "Let Me Show You the Way (Out)" och "Give It Back" gavs ut på dubbel A-sida som en promosingel.

## Mottagande
Det här avsnittet är helt eller delvis baserat på material från  engelskspråkiga Wikipedia.
Enligt Metacritic har More Than a Woman ett medelbetyg på 77 av 100 baserat på åtta recensioner, vilket indikerar "generellt positiva recensioner" och hennes högst rankade album på webbplatsen. Stephen Thomas Erlewine från Allmusic gav albumet 4 av 5 stjärnor och skrev: "Materialet har jämn kvalitet. Det är en fortsättning på föregångaren The Heat. En del kan tycka det är svårt att hitta några egentliga skillnader mellan de båda albumen." Erlwine konstaterade att albumet saknade "en lika självklar hitlåt som 'He Wasn't Man Enough' men att albumet hade samma "sexiga framtoning". Han avslutade recensionen med att skriva: "albumet är lätt en av de bättre och mera tillfredsställande utgivningarna i år och en ytterligare trofé för Toni Braxton." Han lyfte fram "Let Me Show You the Way (Out)", "Hit the Freeway" och "Tell Me" som albumets bästa låtar. Blender var positiv i sin recension och skrev: "Medan hennes wailande jämlikar överdriver med sång rider Toni lågmält de tunga melodierna." Billboard var något mindre positiv och ansåg att Braxton gick en balansgång mellan två genrer med blandat resultat: "Toni Braxton befinner sig i en svår sits. Hon är för mogen och polerad för att ha samma 'street cred' som Ashanti eller Tweet men alldeles för ung för att kunna betraktas som en diva. Hon försöker balansera mellan båda världar med ett ofrånkomligt blandat resultat." Skribenten avslutade recensionen med att konstatera: "För att vara rättvis, hon gör det bättre och med mer finess än dom flesta."
Chuck Arnold, vid People Magazine, skrev: "Hennes heta, mörka altstämma skiner när hon böjer och förgyller toner med den där speciella Toni-känslan." Arnold fortsatte: "Resten av albumet håller dessvärre inte samma kvalitet, men är ändå bättre än andra album i samma genre." Launch.com var positiv till låttexterna och skrev: "All denna ilska är inte bara terapeutisk, utan den gör övergången till hiphop-diva lättare. Det står klart att det inte bara är ett PR-trick utan grundas på något äkta." Keysha Davis från BBC Music trodde att More Than a Woman skulle "säljas i massor av exemplar". Hon prisade Braxton och skrev: "Hon fängslar inte bara medelålders människor med kraftfulla ballader utan också hiphop-folket med hennes moderna uppfattning om livsstil och attityd." Om albumets hiphop-låtar skrev Chris Willman från Entertainment Weekly: "Hon gör plötsligt anspråk på hiphop, tillbakalutad hiphop med elektroniska pulserande beats som passar förvånansvärt bra in i hennes boudoir där hon kuttrar fram sången." Slant Magazine jämförde albumet med The Heat och ansåg att More Than a Woman var "hetare än den poppigare föregångaren" och avslutade med att skriva: "Den här skivan är hennes mest finslipade sedan Toni Braxton (1993)". Yahoo! Music skrev: "Antingen känner hon sig övergiven eller bara uttråkad men Braxton har blivit modig och vässat attityden och tempot." Skribenten avslutade: "I verkligheten är hennes pånyttfödelse som R&B-superstjärna inte en helt smärtfri sådan." Patrik Hamberg från Dagensskiva ansåg att More Than a Woman innehöll "välskrivna, välproducerade och välavvägda låtar" och att albumet var en "oväntad uppryckning" i referens till föregångaren The Heat. Han ansåg dock att Braxton var "minst lika besatt av sex" som Janet Jackson men att låtarna höll sig inom en "ganska snäv ram av snygg r'n'b".

## Försäljning och eftermäle
More Than a Woman gick in på plats 13 på amerikanska albumlistan Billboard 200 med en försäljning på 98.000 exemplar. Det blev Braxtons sämsta försäljningssiffror under en lanseringsvecka ett noterbart tapp jämfört med föregångaren The Heat, som såldes i 199.000 exemplar under sin första vecka. På Billboards förgreningslista Top R&B/Hip-Hop Albums blev More Than a Woman Braxtons första album att missa förstaplatsen och stannade istället på femteplatsen. Internationellt blev albumet en besvikelse för Braxton och hennes första som inte såg några kommersiella framgångar. Albumet missade många länders albumlistor helt men nådde topp-fyrtio i Schweiz och Tyskland. I USA sålde albumet i 438.000 exemplar totalt och guldbelönades av Recording Industry Association of America (RIAA) för 500.000 exemplar skickade till affär.
Braxton har beskrivit More Than a Woman som en "flopp" och har tagit avstånd från albumet efter utgivningen. Hon uttryckte besvikelse över albumets måttliga prestationer och på att Arista anordnat så lite marknadsföring. Hon bad sin dåvarande manager Barry Hankerson att inleda en process om att få lämna skivbolaget. I mars 2003 meddelade Braxton att hon lämnat Arista och istället skrivit på för Hankersons Blackground Records. Hon gav ut sitt sjätte studioalbum Libra år 2005 men stämde senare Hankerson. Enligt stämningsansökan hade Hankerson medvetet förstört hennes relation med Arista genom "dubbelspel" för att hon skulle vilja skriva på för hans bolag. Ärendet avgjordes senare i domstol där Braxton betalde en summa till Hankerson för att bli fri från sitt skivkontrakt med honom. I en intervju med ABC News år 2012 diskuterade Braxton sina mindre framgångsrika albumutgivningar under 2000-talet. Hon uttryckte missnöje över More Than a Woman och sa:
| ” | Dom albumen är som engångsligg som du inte vill prata om. Du vill inte att någon ska veta om dom albumen som inte gick bra. Jag har några sådana. Definitivt några stycken. | „ |

## Låtlista
| 1.           | "Let Me Show You the Way (Out)"        | Toni Braxton, Tamar Braxton, Curtis Mayfield                                                       | Keri Lewis, No I.D.                                               | 4:19  |
| 2.           | "Give It Back" (featuring Big Tymers)  | Tamar Braxton, Toni Braxton, Brian Williams                                                        | Mannie Fresh                                                      | 3:38  |
| 3.           | "A Better Man"                         | Andrea Martin, Ivan Mathias, Gerrad C. Baker                                                       | Antonio "L.A." Reid, Andrea Martin, Ivan Mathias, Gerrad C. Baker | 3:58  |
| 4.           | "Hit the Freeway" (featuring Loon)     | Chad Hugo, Pharrell Williams                                                                       | The Neptunes                                                      | 3:55  |
| 5.           | "Lies, Lies, Lies"                     | Keri Lewis, Stokley Williams                                                                       | Keri Lewis, Stokley Williams                                      | 5:10  |
| 6.           | "Rock Me, Roll Me"                     | Tamar Braxton, Toni Braxton, Keri Lewis                                                            | Keri Lewis                                                        | 4:57  |
| 7.           | "Selfish"                              | Toni Braxton, Tamar Braxton, Blake English, Brandy Norwood, Kenisha Pratt, Robert "Big Bert" Smith | Robert "Big Bert" Smith, Brandy Norwood                           | 3:47  |
| 8.           | "Do You Remember When"                 | Toni Braxton, LaShawn Daniels, Rodney "Darkchild" Jerkins, Fred Jerkins III                        | Rodney "Darkchild" Jerkins, Fred Jerkins III                      | 4:07  |
| 9.           | "Me & My Boyfriend"                    | Toni Braxton, Tamar Braxton, Darryl Harper, Irving Lorenzo, Andre Parker, Ricky Rouse,             | Irv Gotti, Tupac Shakur, Tyrone Wrice                             | 3:43  |
| 10.          | "Tell Me"                              | Anita Baker, Anthony Bias, Toni Braxton, Louise Johnson                                            | Keri Lewis                                                        | 4:09  |
| 11.          | "And I Love You" ((tidigare outgiven)) | Babyface, Daryl Simmons                                                                            | Daryl Simmons                                                     | 3:46  |
| 12.          | "Always"                               | Toni Braxton, Tamar Braxton, Blake English, Brandy Norwood, Kenisha Pratt, Robert "Big Bert" Smith | Brandy Norwood, Robert "Big Bert" Smith                           | 3:19  |
| Total längd: | Total längd:                           | Total längd:                                                                                       | Total längd:                                                      | 50:08 |